# برادر بزرگ (فیلم ۱۹۲۳)
«برادر بزرگ» (انگلیسی: Big Brother (1923 film)) یک فیلم به کارگردانی آلن دوان است که در سال ۱۹۲۳ منتشر شد.